# Semioptila
Semioptila är ett släkte av fjärilar. Semioptila ingår i familjen Himantopteridae.

## Dottertaxa tillSemioptila, i alfabetisk ordning[1]
- Semioptila ansorgei
- Semioptila axine
- Semioptila bang-haasi
- Semioptila brachyura
- Semioptila brevicauda
- Semioptila constans
- Semioptila dolicholoba
- Semioptila flavidiscata
- Semioptila fulveolans
- Semioptila hedydipna
- Semioptila hilaris
- Semioptila hyalina
- Semioptila latifulva
- Semioptila longipennis
- Semioptila lufirensis
- Semioptila lydia
- Semioptila macrodipteryx
- Semioptila marshalli
- Semioptila mashuna
- Semioptila monochroma
- Semioptila opaca
- Semioptila overlaeti
- Semioptila papilionaria
- Semioptila psalidoprocne
- Semioptila satanas
- Semioptila semiflava
- Semioptila seminigra
- Semioptila spatulipennis
- Semioptila splendida
- Semioptila stenopteryx
- Semioptila torta
- Semioptila trogoloba
- Semioptila ursula
- Semioptila vinculum
- Semioptila xanthophila